# Beuca (gmina)
Beuca – gmina w Rumunii, w okręgu Teleorman. Obejmuje miejscowości Beuca i Plopi. W 2011 roku liczyła 1371 mieszkańców. 